# Al-Budaiya
Al-Budaiya (en árabe: البديع‎) es una localidad de Baréin, en la gobernación de Norte (Baréin).

## Demografía
Según estimación 2010 contaba con 39284 habitantes.